# 卡斯蒂利亚的康斯坦丝
卡斯蒂利亚的康斯坦丝（英語：Constance of Castile；1354年—1394年3月24日），卡斯蒂利亚王位宣称者，佩德罗一世之女，嫁给了兰开斯特公爵冈特的约翰以夺取王位，但未能成功。

## 家庭
康斯坦丝是佩德罗一世和玛丽亚·德帕迪拉的女儿。佩德罗密娶了玛丽亚，但被母亲葡萄牙的玛丽亚和贵族们强迫休妻。然而他们依旧秘密地保持着关系，并生下了康斯坦丝。1369年，佩德罗被他的同父异母的哥哥恩里克二世杀死，随后恩里克二世继承了卡斯蒂利亚王位。康斯坦丝仍在抵抗恩里克二世的势力，直到1371年在坎塔布里亚的卡莫纳被恩里克围攻。9月21日，逃往英格兰领地的康斯坦丝在罗克福尔与英格兰第一代兰开斯特公爵冈特的约翰结婚。而康斯坦丝的妹妹伊莎贝拉嫁给了约翰的弟弟第一代约克公爵兰利的埃德蒙。约翰和康斯坦丝育有一子约翰（1374-1375）和一女凯瑟琳。  

## 宣称
由于是英格兰国王的第三子，继承王位无望的约翰打算以康斯坦丝的名义继承卡斯蒂利亚的王位。1372年2月9日，康斯坦丝以卡斯蒂利亚女王的身份与约翰的大哥黑王子爱德华及其一众廷臣一同进入伦敦城。随后人们夹道迎接她前往河岸街的萨伏依宫。而此前，康斯坦丝的丈夫约翰已于1月29日宣称自己为卡斯蒂利亚国王。 
此后，约翰要求英国贵族称他为“西班牙领主”，但他始终未能真正获得王位。他和康斯坦丝的女儿凯瑟琳嫁给了恩里克二世的孙子恩里克三世，卡斯蒂利亚分裂的宣称遂归为一统。
康斯坦丝于1378年被授予嘉德勋章。1394年3月24日，她在莱斯特宫去世，安葬于莱斯特纽瓦克圣母报喜堂。  